# Emir Spahić

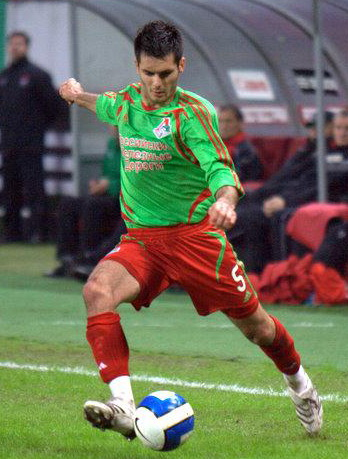

Emir Spahic (Dubrovnik, Croacia, República Federal Socialista de Yugoslavia, 18 de agosto de 1980) es un exfutbolista bosnio que jugaba de defensa. 

## Carrera

### Montpellier
El 24 de junio de 2009 anunció que se uniría al equipo recién ascendido a la Ligue 1, Montpellier. Debutó en la liga contra el Paris Saint-Germain, marcando de cabeza en el minuto 94 empatando el partido a 1, que le valió un punto para el club recién ascendido. Él anotó su segundo gol en Montpellier, en el empate 2-2 ante el FC Lorient.
En agosto de 2010, Spahić habló personalmente con Arsène Wenger y acordaron una transferencia al Arsenal Football Club, pero el Montpellier exigió 25 millones de libras que el Arsenal no pudo pagar.

### Sevilla
El 4 de julio de 2011, Spahić acordó un traspaso al Sevilla por un millón y medio de euros hasta julio de 2014. Spahić anotó su primer gol para el Sevilla el 5 de enero de 2013 en la victoria por 1-0 ante el Osasuna.

### Anzhí Majachkalá
El 26 de febrero de 2013, Spahić dejó Sevilla y se marchó cedido al Anzhí Majachkalá.

### Bayer Leverkusen
El 12 de abril de 2015 el Bayer Leverkusen, equipo en el que militaba, rescindió su contrato al verse implicado éste en un altercado con agresión a un miembro de seguridad del estadio.

### Hamburger SV
El 5 de julio de 2015, el equipo de la Bundesliga Hamburger SV confirmó a Spahić como el jugador más nuevo del equipo, firmando un contrato de un año hasta junio de 2016. Acreditó el cambio a su compatriota, el exjugador de Hamburgo Sergej Barbarez, y expresó su agradecimiento a teniendo una segunda oportunidad después de su expulsión de Leverkusen. Rescindió su contrato el 31 de enero de 2017.

## Selección nacional
Fue internacional con la selección de fútbol de Bosnia y Herzegovina en la cual ejerció como capitán. Jugó 94 partidos internacionales y anotó 6 goles. El 7 de junio de 2003, hizo su debut como suplente ante Rumania en el Estadio Ion Oblemenco en Craiova. Desde su debut, fue un miembro importante del equipo nacional. También ha sido, un mal ejemplo en algunos episodios como el que dejó en el Bosnia-España tras pegarle un manotazo a Azpilicueta.
Luego de ser incluido en la lista preliminar de 24 jugadores en mayo de 2014, Spahić fue confirmado el 2 de junio en la lista final de 23 que representaron a Bosnia y Herzegovina en la Copa Mundial de Fútbol de 2014.

### Participaciones en Copas del Mundo
| Mundial                        | Sede   | Resultado    |
| ------------------------------ | ------ | ------------ |
| Copa Mundial de Fútbol de 2014 | Brasil | Primera fase |

## Clubes
| Club                    | País                 | Año       |
| ----------------------- | -------------------- | --------- |
| N. K. Čelik Zenica      | Bosnia y Herzegovina | 1998-1999 |
| N. K. GOŠK Dubrovnik    | Croacia              | 1999-2001 |
| N. K. Zagreb            | Croacia              | 2001-2004 |
| F. C. Shinnik Yaroslavl | Rusia                | 2004-2005 |
| F. C. Torpedo Moscú     | Rusia                | 2005-2006 |
| F. C. Lokomotiv Moscú   | Rusia                | 2006-2009 |
| Montpellier H. S. C.    | Francia              | 2009-2011 |
| Sevilla F. C.           | España               | 2011-2013 |
| F. C. Anzhí Majachkalá  | Rusia                | 2013      |
| Bayer 04 Leverkusen     | Alemania             | 2013-2015 |
| Hamburgo S. V.          | Alemania             | 2015-2017 |

## Palmarés

### Títulos nacionales
| Título        | Club                  | País  | Año  |
| ------------- | --------------------- | ----- | ---- |
| Copa de Rusia | F. C. Lokomotiv Moscú | Rusia | 2007 |

## Vida personal
Sus padres eran de diferentes partes de Yugoslavia. La familia de su padre era de la parte montenegrina de Sandzak, y su madre Fátima es de Gacko en Bosnia y Herzegovina. Los dos estaban trabajando en Dubrovnik, Croacia, donde se casaron y formaron una familia. Emir tiene dos hermanos: uno mayor, Nermin, y uno menor, Alen. Su hermano pequeño Alen también era jugador de fútbol. Spahić es primo hermano del también jugador de la selección Edin Džeko. Él es un gran amante del tenis. Ha admitido que ha estado siguiendo los partidos en vivo en Dubái, Barcelona, Montpellier y París. Es de confesión musulmana.